# Нурмагомедов, Хаджимурад
Хаджимура́д Нурмагоме́дов (род. 1 мая 1987, Махачкала) — российский и армянский борец вольного стиля, выступающий в категории до 84 кг. Победитель (2011) и бронзовый призёр (2010) чемпионата Армении. Участник олимпийских игр 2012 года. Мастер спорта международного класса. По национальности - аварец.

## Биография
Хаджимурад Нурмагомедов родился в 1987 году, в городе Махачкала. Борьбой начал заниматься с раннего детства. В 2006 году[когда?], перешёл под знамёна сборной Армении. Спустя четыре года, в 2010 году на чемпионате Армении занял 3 место. В 2011 году, в своем весе стал уже победителем первенства Армении. Представляя Армению выиграв ряд международных рейтинговых турниров, отобрался на Олимпийские игры 2012 года в Лондоне, где проиграв во второй схватке занял итоговое 11 место.
Личный тренер — Насир Гаджиханов, тренер сборной Араик Багдадян.

## Достижения
- 2010 — бронзовый призёр чемпионата Армении[1]
- 2011 — Победитель чемпионата Армении[2]
- 2012 — Победитель лицензионного турнира памяти Дана Колова и Николы Петрова (Болгария)[3]
- 2013 — Победитель в турнире по вольной борьбе на Всемирных играх полицейских и пожарных, Белфаст Великобритания.